# Pavocosa
Pavocosa is een geslacht van spinnen uit de familie wolfspinnen (Lycosidae).

## Soorten
De volgende soorten zijn bij het geslacht ingedeeld:
- Pavocosa feisica (Strand, 1915)
- Pavocosa gallopavo (Mello-Leitão, 1941)
- Pavocosa herteli (Mello-Leitão, 1947)
- Pavocosa langei (Mello-Leitão, 1947)
- Pavocosa siamensis (Giebel, 1863)